# Jupiterradie
Jupiterradien eller den joviska radien har ett värde av 71 492 km eller 11,2 jordradier (Rjorden) (en jordradie är lika med 0,08921 RJ). Jupiterradien är en längdenhet som används inom astronomin för att beskriva radierna hos gasjättar och vissa exoplaneter. Det används också för att beskriva bruna dvärgar.
År 2015 definierade Internationella astronomiska unionen den nominella ekvatoriella joviska radien för att förbli konstant oavsett efterföljande förbättringar av mätprecisionen för RJ. Denna konstant definieras som exakt:
ReJ = 7,1492 x 107 m
På samma sätt definieras den nominella polära joviska radien för att vara exakt:
RpJ = 6,6854 x 107 m
Dessa värden motsvarar Jupiters radie vid 1 bar tryck. Den vanliga användningen är att hänvisa till ekvatorialradien, såvida inte polarradien specifikt behövs.

## Jämförelse
| Object    | RJ / Robject | Ref            |
| --------- | ------------ | -------------- |
| Månradie  | 41           |                |
| Jordradie | 11,209       | [ 2 ]          |
| Jupiter   | 1            | per definition |
| Solradie  | 0,10045      |                |

Som jämförelse motsvarar en solradie: 
- 400 Månradier, RL
- 109 Jordradier, Rjorden
- 9,735 Jupiterradier, RJ